# Копа Меркосур
Копа Меркосур (на испански: Copa Mercosur) е южноамерикански футболен турнир, провеждан в периода 1998 – 2001 г. В него участват отбори от държавите от южна Южна Америка – Бразилия, Аржентина, Уругвай, Парагвай и Чили. Първоначално идеята на турнира е да се печелят пари от телевизионни права, които да се прибират от отборите участници. После обаче заедно с Копа Мерконорте се превръща в наследник на Копа КОНМЕБОЛ. През 2002 г. двата турнира са заменени от Копа Судамерикана.

## Формат
В турнира участват 20 отбора, разделени в пет групи от по четири, като мачовете се играят на рязменено гостуване. Първенците в групите и най-добрите три отбора от класиралите се на второ място играят четфъртфинали. Във фазата на преките елиминации мачовете също са на разменено гостуване. Във финала при две разменени победи се играе трети мач.

## Финали
| Година | Финал                            | Финал                 | Финал                           | Полуфиналисти             | Полуфиналисти                    |
| Година | Шампион                          | Резултат              | Финалист                        | Полуфиналисти             | Полуфиналисти                    |
| ------ | -------------------------------- | --------------------- | ------------------------------- | ------------------------- | -------------------------------- |
| 1998   | Палмейрас Бразилия               | 1:2 3:1 Трети мач 1:0 | Крузейро Ешпорте Клубе Бразилия | Олимпия Асунсион Парагвай | Сан Лоренцо де Алмагро Аржентина |
| 1999   | Фламенго Бразилия                | 4:3 3:3               | Палмейрас Бразилия              | Пенярол Уругвай           | Сан Лоренцо де Алмагро Аржентина |
| 2000   | Васко да Гама Бразилия           | 2:0 0:1 Трети мач 4:3 | Палмейрас Бразилия              | Ривър Плейт Аржентина     | Атлетико Минейро Бразилия        |
| 2001   | Сан Лоренцо де Алмагро Аржентина | 0:0 1:1 Дузпи 4:3     | Фламенго Бразилия               | Коринтианс Бразилия       | Гремио Бразилия                  |

## Титли по отбор
- 1 –  Палмейрас,  Фламенго,  Васко да Гама,  Сан Лоренцо де Алмагро

## Титли по държава
- 3 –  Бразилия
- 1 –  Аржентина

## Голмайстори
| Година | Играч              | Отбор                  | Голове |
| ------ | ------------------ | ---------------------- | ------ |
| 1998   | Алекс Фабио Жуниор | Палмейрас Крузейро     | 6      |
| 1999   | Ромарио            | Фламенго               | 8      |
| 2000   | Ромарио            | Васко да Гама          | 11     |
| 2001   | Бернардо Ромео     | Сан Лоренцо де Алмагро | 10     |